# Canton de Moustiers-Sainte-Marie
Le canton de Moustiers-Sainte-Marie est une ancienne division administrative française située dans le département des Alpes-de-Haute-Provence et la région Provence-Alpes-Côte d'Azur.

## Composition
Le canton de Moustiers-Sainte-Marie regroupait trois communes :
| Nom                                | Code Insee | Intercommunalité                              | Population (dernière pop. légale) |
| ---------------------------------- | ---------- | --------------------------------------------- | --------------------------------- |
| Moustiers-Sainte-Marie (chef-lieu) | 04135      | CA Provence-Alpes Agglomération               | 686 (2014)                        |
| La Palud-sur-Verdon                | 04144      | CC Alpes Provence Verdon - Sources de Lumière | 337 (2014)                        |
| Saint-Jurs                         | 04184      | CA Provence-Alpes Agglomération               | 140 (2014)                        |

## Histoire
À la suite du décret du 24 février 2014, le canton a fusionné avec celui de Riez, fin mars 2015, pour les élections départementales de 2015.

## Administration

### Conseillers généraux de 1833 à 2015
| Période                                  | Période           | Identité                           | Étiquette                            | Qualité                                                                                                  |
| ---------------------------------------- | ----------------- | ---------------------------------- | ------------------------------------ | --- |
| 1833                                     | 1845              | Auguste Berbegier                  |                                      | Négociant, propriétaire, maire de Moustiers                                                              |
| 1845                                     | 1848              | Léon Berbegier (fils du précédent) |                                      | Avocat, maire de Moustiers                                                                               |
| 1848                                     | 1864              | Hippolyte Pellegrin                |                                      | Notaire, Ancien juge de paix à Moustiers-Sainte-Marie                                                    |
| 1864                                     | 1871              | Victor Clappier                    |                                      | Conseiller à la Cour impériale de Paris                                                                  |
| 1871                                     | 1883              | Pierre Carbonnel                   | Républicain                          | Notaire Adjoint au Maire de Moustiers-Sainte-Marie                                                       |
| 1883                                     | 1884 (annulation) | Félix Ascagne Desanti              | Républicain                          | Médecin cantonal, maire de Moustiers-Sainte-Marie                                                        |
| 1884                                     | 1895              | M. Michel                          | Droite royaliste                     | |
| 1895                                     | 1901              | Joseph Reinach                     | Républicain opportuniste             | Journaliste Député (1889-1898 et 1906-1914)                                                              |
| 1901                                     | 1904 (décès)      | Félix Clappier                     | Républicain nationaliste indépendant | Ancien Président du Tribunal de première instance de Digne Ancien conseiller à la Cour d'Aix-en-Provence |
| 1904                                     | 1913              | Cassius Sénès                      | Rad.                                 | Médecin à Moustiers-Sainte-Marie                                                                         |
| 1913                                     | 1931              | Eugène Gayral (1863-1933)          | Républicain                          | Ancien receveur de l'enregistrement à Riez                                                               |
| 1931                                     | 1937              | Alexandre Doze                     | Rép.ind.                             | Entrepreneur à Moustiers-Sainte-Marie                                                                    |
| 1937                                     | 1940              | Cassius Sénès                      | Rad.                                 | Médecin à Moustiers-Sainte-Marie                                                                         |
|                                          |                   |                                    |                                      | |
| 1945                                     | 1951              | Raymond Laurin                     | SFIO                                 | Viticulteur à Riez                                                                                       |
| 1951                                     | 1958              | Henri de Saint-Léon                | RGR                                  | Maire de Puimoisson                                                                                      |
| 1958                                     | 1994              | Roger Vial                         | DVG puis PS (exclu en 1979) puis DVD | Imprimeur Maire de Moustiers-Sainte-Marie                                                                |
| 1994                                     | 2001              | Fred Single                        | DVG                                  | Enseignant Maire de Moustiers-Sainte-Marie (1989-2008)                                                   |
| 2001                                     | 2015              | Michèle Bizot-Gastaldi             | PCF                                  | Médecin Maire de La Palud-sur-Verdon depuis 1988 Vice-Présidente du Conseil Général                      |
| Les données manquantes sont à compléter. |                   |                                    |                                      | |

Michèle Bizot-Gastaldi est l’une des 500 élus qui ont parrainé la candidature de Robert Hue à l’élection présidentielle de 2002,.

### Conseillers d'arrondissement (de 1833 à 1940)
| Période                                  | Période | Identité     | Étiquette | Qualité |
| ---------------------------------------- | ------- | ------------ | --------- | --- |
| 1833                                     | 1848    | M. Berbegier |           | Négociant à Moustiers                                                                                       |
|                                          |         |              |           | |
| 1895                                     |         | M. Ébrard    |           | Vétérinaire                                                                                                 |
|                                          |         |              |           | |
|                                          | 1940    | M. Bernard   | Radical   | |
| 1940                                     |         |              |           | Les conseils d'arrondissement ont été suspendus par la loi du 12 octobre 1940 et n'ont jamais été réactivés |
| Les données manquantes sont à compléter. |         |              |           | |

## Démographie
| 1962 | 1968 | 1975 | 1982 | 1990 | 1999  | 2006  | 2011  | 2012  |
| ---- | ---- | ---- | ---- | ---- | ----- | ----- | ----- | ----- |
| 786  | 792  | 840  | 862  | 944  | 1 073 | 1 163 | 1 174 | 1 168 |